# Dendrobium taurulinum
Dendrobium taurulinum är en orkidéart som beskrevs av Johannes Jacobus Smith. Dendrobium taurulinum ingår i släktet Dendrobium, och familjen orkidéer. Inga underarter finns listade i Catalogue of Life.